# پطروس آبکار
پطروس آبکار (به ارمنی: Պետրոս Աբկար)؛ ۱۸۸۴ میلادی) سیاستمدار ارمنی‌تبار اهل ایران که به عنوان نمایندهٔ ارامنه جنوب ایران در دوره شانزدهم مجلس شورای ملی (۱۹۵۰-۱۹۵۲) انجام وظیفه نمود.

## زندگی‌نامه
پطروس آبکار، فرزند خاچیک در سال ۱۸۸۴ میلادی (۱۲۶۳ خورشیدی) در جلفا به دنیا آمد. در سال ۱۹۰۲ (۱۲۸۱) در سن ۱۸ سالگی در اداره پست ایران مشغول به کار شد. وی در اواخر عمر به شغل تجارت مشغول بود.